# Олаво Родрігес Барбоза
Олаво Родрігес Барбоза, також відомий як Нена (порт. Olavo Rodrigues Barbosa, 11 липня 1923, Порту-Алегрі — 17 листопада 2010, Гоянія) — бразильський футболіст, що грав на позиції захисника за клуби «Інтернасьйонал» та «Португеза Деспортос», а також національну збірну Бразилії.
У складі збірної — володар Кубка Ріу-Бранку. 

## Клубна кар'єра
Народився 11 липня 1923 року в місті Порту-Алегрі. Вихованець футбольної школи клубу «Інтернасьйонал». Дорослу футбольну кар'єру розпочав 1942 року в основній команді того ж клубу, в якій провів дев'ять сезонів. 
1951 року перейшов до клубу «Португеза Деспортос», за який відіграв 7 сезонів.  Завершив професійну кар'єру футболіста виступами за команду «Португеза Деспортос» у 1958 році.

## Виступи за збірну
1947 року дебютував в офіційних матчах у складі національної збірної Бразилії. Протягом кар'єри у національній команді провів у її формі 5 матчів.
Був присутній в заявці збірної на чемпіонаті світу 1950 року у Бразилії, але на поле не виходив.
Помер від раку легень 17 листопада 2010 року на 88-му році життя у місті Гоянія.

## Титули і досягнення
- Володар Кубка Ріу-Бранку (1): 1947
- Віце-чемпіон світу: 1950